# Deichacht Krummhörn

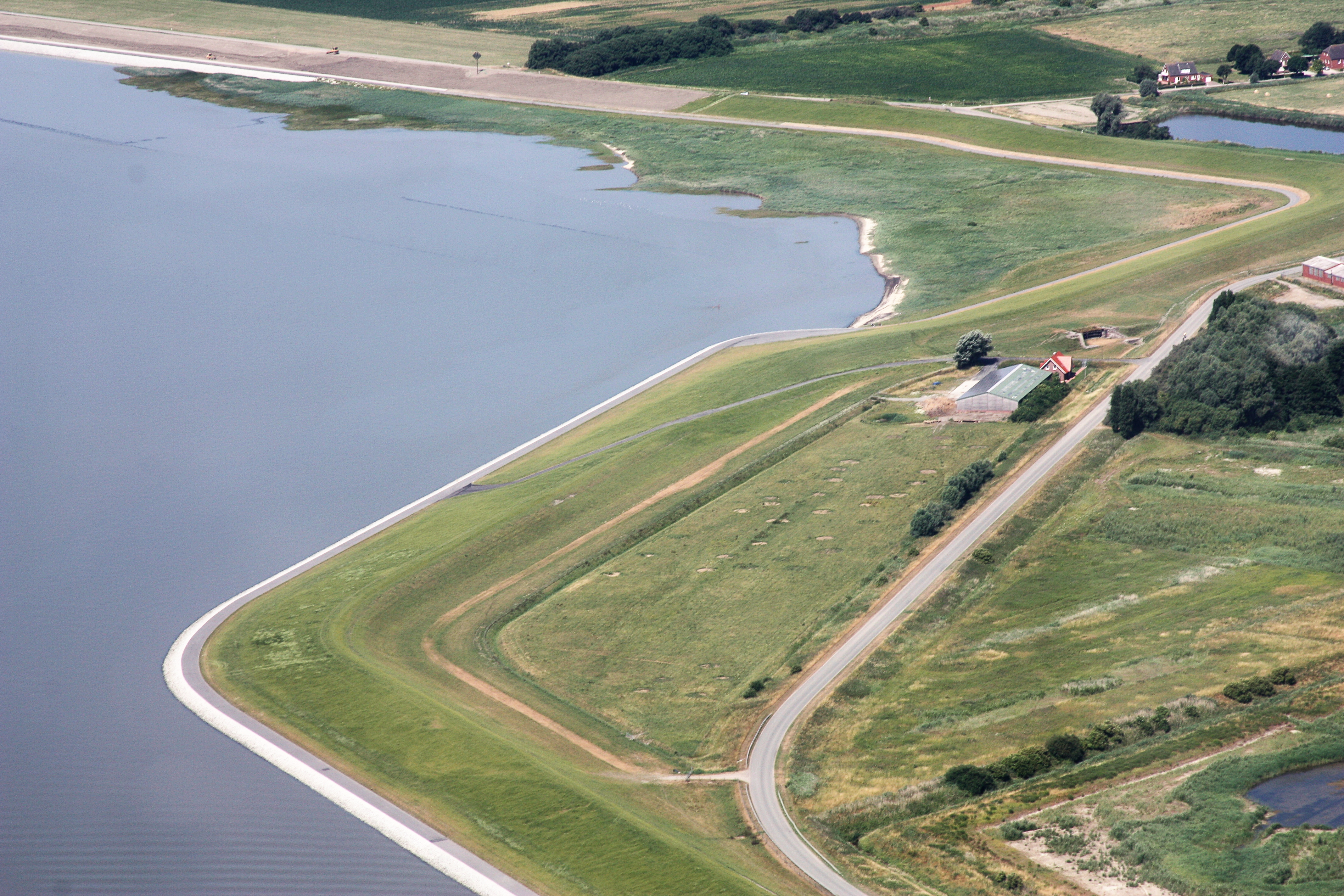
Emsdeich an der Knock.

Die Deichacht Krummhörn ist ein am 1. März 1963 gegründeter Deichverband mit Sitz im Ortsteil Pewsum der Gemeinde Krummhörn.

## Verbandsgebiet
Der Deichverband ist für ein rund 48.000 Hektar großes Gebiet in der Stadt Emden und dem Landkreis Aurich in Ostfriesland zuständig. Dieses geschützte Gebiet, welches alle im Schutz der Hauptdeiche gelegenen Grundstücke bis zu einer Höhe von NN +5,00 m inklusive der innerhalb dieses Gebietes liegenden höheren Bodenerhebungen umfasst, erstreckt sich über die Gemeinden Krummhörn, Hinte, Wirdum, Upgant-Schott, Rechtsupweg, Marienhafe sowie Teile der Städte Emden, Aurich und Norden und Teile der Gemeinden Leezdorf, Südbrookmerland und Ihlow.
Die Hauptdeichlinie im Zuständigkeitsbereich der Deichacht Krummhörn ist 50,7 Kilometer lang. Sie erstreckt sich vom Generalplankilometer 115,8 auf der Ostseite des Borssumer Siels bis zum Generalplankilometer 166,5 im Norden des Störtebeckerdeichs bei Neuwesteel an der Leybucht. Dazu kommt noch eine zweite Deichlinie bei Greetsiel im Bereich der Leybuchthörn, Greetsiel und des Leybuchtpolders.
Das Verbandsgebiet der Deichacht Krummhörn grenzt im Osten an das Verbandsgebiet der Moormerländer Deichacht und im Norden an das Verbandsgebiet der Deichacht Norden.

## Aufgaben
Der Deichverband hat die Aufgabe, Grundstücke im Verbandsgebiet vor Sturmfluten zu schützen. Dazu unterhält er die im Verbandsgebiet liegenden Deiche.
Die Deichabschnitte werden größtenteils durch Schafe beweidet, wodurch dauerhaft eine kurze, geschlossene und feste Grasnarbe gewährleistet ist, die für die Deichsicherheit wichtig ist. Die Deichacht Krummhörn unterhält dafür mehrere Deichschäfereien. Die Deichschäferei „Knock“ ist für rund 10 Kilometer Deich vom Emder Hafen bis zur Knockster Bucht, die Deichschäferei „Dyksterhus“ für rund 11 Kilometer Deich von der Knockster Bucht bis Upleward, die Deichschäferei „Leeshaus“ für rund 13 Kilometer Deich von Upleward bis Hauen sowie der zweiten Deichlinie bei Greetsiel und rund 8,5 Kilometern Deich von Hauen bis Greetsiel zuständig.

## Verbandsstruktur
Der Verband wird von einem Ausschuss vertreten, der von den Verbandsmitgliedern gewählt wird. Der Ausschuss besteht aus 15 Mitgliedern und 15 Vertretern. Er wählt seinerseits einen Vorstand, der mit fünf Mitgliedern besetzt ist.
Mitglieder des Verbandes sind alle Grundeigentümer und Erbbauberechtigten der im Verbandsgebiet gelegenen Grundstücke.

## Sonstiges
Die Deichacht Krummhörn ist seit 1997 Besitzerin des Pilsumer Leuchtturms, der auf dem Hauptdeich nordwestlich von Pilsum steht.